# George Mihalka
George Mihalka (Ungheria, 1º aprile 1953) è un regista canadese.

## Biografia
Di origini ungheresi, si trasferisce in Canada per cercare fortuna nel cinema; specializzato in film indipendenti, esordisce nel 1981 con lo slasher a basso costo Il giorno di San Valentino, che presto diventa un cult del genere. 
Dopo il successo, si dedica a sceneggiati e film TV, come ad esempio Psychic (1992), e All'inseguimento della morte rossa (1995) con Michael Caine. 
La fama ritorna nel 2002, dirigendo il thriller elegante Il guardiano, tra i quali figura Tom Berenger come produttore. 
Più cospicua la sua esperienza di regista televisivo: dalla serie The Hunger a Da Vinci's Inquest. Ha lavorato anche ad una produzione RAI, Un sogno per la vita.

## Filmografia
- Pinball Summer (1980)
- Il giorno di San Valentino (My Bloody Valentine) (1981)
- Scandale (1982)
- I viaggiatori delle tenebre (The Hitchhiker) (1983, serie tv)
- La maledizione di Janice (The Blue Man) (1985)
- Adventures of William Tell (1986, film tv)
- Midnight Magic (1987, film tv)
- Crossbow (1987-1988, serie tv)
- Le Chemin de Damas (1988, film tv)
- Hostile Takeover (1988)
- Straight Line (1989, film tv)
- Wish You Were Here (1990, serie tv)
- The Final Heist (1991, film tv)
- Urban Angel (1991, serie tv)
- Scoop (1992, serie tv)
- Psychic (1992)
- La Florida (1993)
- Sotto controllo (Relative Fear) (1994)
- All'inseguimento della morte rossa (Bullet to Bejing) (1995)
- Deception II: Edge of Deception (1995, film tv)
- Lonesome Dove: The Outlaw Years (1995, film tv)
- Windsor Protocol (1996)
- L'Homme idéal (1996, film tv)
- The Hunger (1998, serie tv)
- Thunder Point (1998)
- Omertà 3 (1999, serie tv)
- Un sogno per la vita (Dr. Lucille) (2000)
- Haute survelliance (2000, serie tv)
- Il guardiano (Watchtower) (2002)
- Galidor (2001, serie tv)
- Undressed (2001-2002, serie tv)
- Da Vinci Inquest's (2002-2004, serie tv)
- Charlie Dade (2005, serie tv)
- Les boys IV (2005)
- Jozi-H (2007, serie tv)
- Race to Mars (2007, miniserie tv)
- Sticks and Stones (2008, film tv)